# بادي مكورت
بادي مكورت (بالإنجليزية: Paddy McCourt)‏ (16 ديسمبر 1983 أيرلندا الشمالية - ) هو لاعب كرة قدم بريطاني، يلعب كلاعب وسط.

## وصلات خارجية
بادي مكورت على موقع الاتحاد الأوربي (الإنجليزية)
- بادي مكورت على موقع إي إس بي إن إف سي (الإنجليزية)
- بادي مكورت على موقع قاعدة بيانات كرة القدم.إي يو (الإنجليزية)
- بادي مكورت على موقع ناشيونال فوتبول تيمز (الإنجليزية)
- بادي مكورت على موقع Soccerbase.com (لاعب) (الإنجليزية)
- بادي مكورت على موقع Soccerway.com (الإنجليزية)
- بادي مكورت على موقع عالم كرة القدم.نت (الإنجليزية)
- بادي مكورت على موقع AS.com (الإسبانية)